# Grzyby strzępkowe

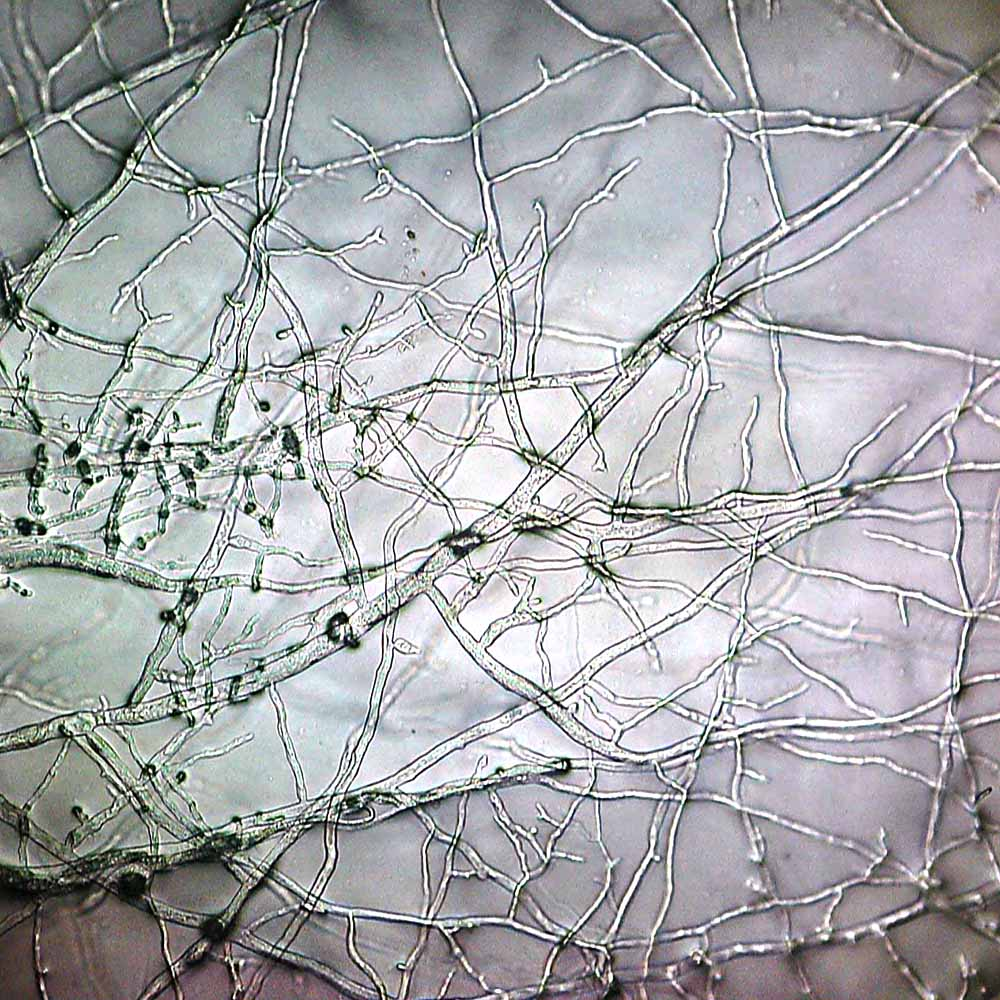
Strzępki

Grzyby strzępkowe, grzyby nitkowate – grzyby rosnące w postaci wielokomórkowych włókien zwanych strzępkami, w odróżnieniu od drożdży i grzybów drożdżopodobnych, które są grzybami jednokomórkowymi. Ogromna większość grzybów to grzyby występujące tylko jako grzyby strzępkowe, jest też grupa grzybów dymorficznych mogących tworzyć zarówno formę strzępkową, jak i drożdżową.

## Charakterystyka
Grzyby strzępkowe są szeroko rozprzestrzenione i znajdują się w obrębie niemal wszystkich grup taksonomicznych. Występują w glebie, wodzie i na materiałach pochodzenia organicznego, a ich zarodniki znajdują się w powietrzu i na powierzchniach wszelkiego rodzaju materiałów, również nieorganicznych i syntetycznych. Są wśród nich zarówno grzyby saprotroficzne odżywiające się martwą materią organiczną, jak i grzyby pasożytnicze rozwijające się na żywych organizmach, również grzybnia grzybów mykoryzowych jest grzybnią strzępkową.
Grzyby strzępkowe tworzą wielokomórkowe, nitkowate, proste lub rozgałęzione strzępki przerastające podłoże. Strzępki zwykle są podzielone septami, ale są wśród grzybów strzępkowych także komórczaki o strzępkach niepodzielonych septami. Ich ściana komórkowa zbudowana jest z chityny, glukanu, lipidów i białek. Rosną na długość przez przyrastanie szczytowych części strzępek. Rozmnażają się bezpłciowo przez zarodniki wytwarzane na konidioforach lub w zarodniach, a także płciowo przez gamety. Większość gatunków to mezofile, dla których optymalna temperatura rozwoju wynosi 20–35 °C, ale są też kriofile i termofile rozwijające się w temperaturze od -10 do 55 °C. Optymalne pH wynosi 3–5,5, ale niektóre gatunki mogą się rozwijać przy pH od 1,5 do 10. Minimalna zawartość wody w pożywce to 11–14%.